# Тетраселенид триниобия
Тетраселенид триниобия — бинарное неорганическое соединение
ниобия и селена
с формулой Nb3Se4,
кристаллы.

## Получение
- Сплавление стехиометрических количеств чистых веществ:

{\displaystyle {\mathsf {3Nb+4Se\ {\xrightarrow {1000-1300^{o}C}}\ Nb_{3}Se_{4}}}}

## Физические свойства
Тетраселенид триниобия образует кристаллы
гексагональной сингонии,
пространственная группа P 63/mmc,
параметры ячейки a = 0,95806 нм, c = 0,33747 нм, Z = 2
.

## Применение
- Кристаллы селенида ниобия Nb3Se4 имеют большие, гексагональные каналы вдоль кристаллографической оси с. В эти каналы легко внедряются другие атомы и молекулы. Поэтому Nb3Se4 представляет большой интерес как потенциальный электродный материал [2] [3]